# 霍穆丁齊
49°32′18″N 28°26′4″E / 49.53833°N 28.43444°E
霍穆丁齊（羅馬化：Khomutyntsi）是烏克蘭的村落，位於該國西南部文尼察州，由赫米利尼克區負責管轄，始建於1450年，面積13.91平方公里，海拔高度247米，2001年人口648，人口密度每平方公里46.59人。